# Schlandnet
Schlandnet ist ein leicht ironisierendes politisches Schlagwort, mit dem die Idee umschrieben wird, nach dem Internetverkehr zwischen zwei deutschen Stellen nicht übers Ausland geleitet wird. Der Begriff bezieht sich auf das Kunstwort Schland, das auf die überschwängliche Feierlaune im öffentlichen Raum zu Zeiten großer internationaler Fußballturniere verweist. 
Die Idee wurde von verschiedenen Politikern, Medien und IT-Experten als mögliche Reaktion auf die Snowden-Affäre kontrovers diskutiert. Der Begriff „Schlandnet“ fand hierbei vor allem in der technikaffinen Online-Community, beispielsweise auf Twitter und im Chaos Computer Club weite Verbreitung.